# Гордильо, Эльба Эстер
Эльба Эстер Гордильо Моралес (исп. Elba Esther Gordillo Morales; 6 февраля 1945) — мексиканская политическая и профсоюзная деятельница.
В 1989—2013 годах была лидером 1,4-миллионного Национального союза работников образования (Sindicato Nacional de Trabajadores de la Educación, или SNTE), считавшегося крупнейшим отраслевым профсоюзом в Латинской Америке. До 2005 года была связана с Институционно-революционной партией (Partido Revolucionario Institucional), откуда ушла, основав Партию «Новый альянс» (Partido Nueva Alianza, или PANAL), которую затем возглавил Луис Кастро Обрегон.
Гордильо приобрела скандальную известность из-за своей коррупции, личного обогащения, политического оппортунизма и подозрений в соучастии в убийствах преподавателей-оппозиционеров. Она была арестована мексиканскими властями 26 февраля 2013 года по обвинению в хищении и связях с организованной преступностью. Ранее возглавлявшая рейтинги самых влиятельных женщин Мексики, Гордильо была также включена в список «10 самых коррумпированных мексиканцев», опубликованный Forbes в 2013 году.
Гордильо возымела значительное влияние на правительства и отдельных президентов благодаря административному ресурсу, в том числе возможности контролировать и манипулировать голосами членов своего профсоюза, которых заставляла голосовать единым блоком.

## Биография
Эльба Эстер Гордильо родилась 6 февраля 1945 года в Комитане, штат Чьяпас.

### Политическая карьера
Гордильо вступила в Институционно-революционную партию (ИРП) в 1970 году, в разгар «грязной войны», которую вели правительства этой партии. Она занимала ряд высоких должностей в ИРП, включая секретаря по организации Национального исполнительного совета (1986—1987), генерального секретаря Совета национальных народных организаций (1997—2002) и генерального секретаря Национального исполнительного совета — вторую по значимости позицию в партии.
Таким образом, Гордильо стала одной из самых влиятельных женщин в мексиканской политике. Избранная в Палату депутатов по 2-му округу столицы в 1985 году, она стала председателем Палаты депутатов в 1987 году. Она руководила фракцией ИРП в нижней палате мексиканского парламента, но потеряла этот пост после политической войны с Роберто Мадрасо, когда незначительное большинство в 118 из 224 депутатов от ИРП проголосовало за отстранение Гордильо. Предположительно, Гордильо была вынуждена уйти с поста лидера в конгрессе из-за столкновения их с Мадрасо политических амбиций относительно президентских выборов 2006 года. Возросшее политическое давление и болезнь вытеснили Гордильо из общественной жизни примерно на год, хотя она и сохранила пост генерального секретаря ИРП.
В начале 2005 года Гордильо вернулась к общественной жизни, и Роберто Мадрасо встретил её с распростёртыми объятиями. Согласно уставу ИРП, Гордильо, будучи генеральным секретарём партии, должна была сменить Мадрасо после его ухода в отставку и в предвкушении обещала «обновление» ИРП. Однако место Мадрасо неожиданно занял Мариано Паласиос Алькосер, который публично порвал с тем всего за несколько дней до избрания. Гордильо обвинила Мадрасо в попытке подкупить её, предложив ей пост президента партии в обмен на поддержку своей кандидатуры; она также заявила, что Мадрасо не уважает демократию и просто хочет гарантировать себе выдвижение, нарушая партийные правила и желая навязать лидера партии по собственному выбору.
В день возвращения Мариано Паласиоса Алькосера Гордильо подала жалобу в федеральный избирательный трибунал с просьбой о защите своих политических прав, но трибунал вынес решение против неё. 19 сентября 2005 года, в результате конфликта с Мадрасо, Гордильо оставила пост генерального секретаря ИРП, но решила сохранить членство в партии. 13 июля 2006 года, через две недели после федеральных выборов, ИРП объявила об её исключении из своих рядов за поддержку Партии национального действия (ПНД), а также за нападки и клевету на лидеров и кандидатов ИРП.

### Коррупция
Гордильо обладала значительными полномочиями в национальной системе государственных школ, где господствует её профсоюз, в рамках которого должности могли продаваться или унаследоваться. В этом профсоюзе, который она контролировала с 1989 года, под её руководством насчитывалось около 1,5 миллионов учителей.
Гордильо печально известна тем, что выставляет напоказ своё неправомерно нажитое богатство, носит одежду таких люксовых брендов, как Hermès и Chanel. По имеющимся данным, она потратила 2,1 миллиона долларов США в одном только универмаге Neiman Marcus в Сан-Диего с марта 2009 года по январь 2012 года. Предположительно, Гордильо потратила деньги на недвижимость, частный самолет, произведения искусства и пластические операции в клиниках Калифорнии. По имеющимся данным, она приобрела около 10 объектов недвижимости, в том числе в США, включая три дома в Калифорнии: например, стоимостью 1,7 миллиона долларов США в Сан-Диего и 4,7 миллиона долларов на берегу моря в Коронадо. В последнем, с частным причалом, лодкой и гидроциклом, она и проводила большую часть своего времени до ареста. Сообщается, что в 2008 году её засняли на камеру при покупке 59 новых автомобилей Hummer с целью подарить своим помощникам, а затем разыграла их в лотерею, когда СМИ предали эту покупку огласке.
После избрания президентом Висенте Фокса из конкурирующей с ИРП Партии национального действия Гордильо стала его личным другом и доверенным советником. В результате она сама потеряла свои позиции в ИРП и в 2005 году основала собственную Партию нового альянса, работавшую по принципу патронажной системы (с родной дочерью в руководящем комитете и Рафаэлем Очоа Гусманом, бывшим генеральным секретарем SNTE, в качестве заместителя главы партии и сенатора).
Эта партия приобрела печальную известность благодаря получению привилегий и должностей в обмен на поддержку на ключевых выборах. Широко обсуждалось, что она помогла Фелипе Кальдерону одержать оспариваемую победу с небольшим перевесом на президентских выборах 2006 года в рамках сделки, которая позволила ей получить дополнительные квоты в органах власти и назначать в правительство лояльных ей людей. В результате сама Гордильо была назначена пожизненным президентом SNTE в 2008 году на конференции, где она вручила каждому из 57 региональных депутатов личный Hummer H2.
В связи с усиливающимися нападками на Гордильо во время выборов 2012 года, когда сменившие друг друга правительства обвиняли её в торможении образовательных реформ, SNTE под её руководством попыталась вновь сформировать альянс с ИРП, но он распался. Новый президент от ИРП Энрике Пенья Ньето предложил ряд образовательных реформ, против которых выступил профсоюз, но в последний момент, буквально перед тем, как они были подписаны 25 февраля 2013 года, Гордильо их поддержала.

### Попытки уголовного преследования
В феврале 2013 года руководительнице профсоюза было официально предъявлено обвинение в хищении 200 миллионов долларов США из профсоюзных средств для финансирования своего роскошного образа жизни. 26 февраля 2013 года Гордильо была задержана мексиканскими властями по обвинению в коррупции после того, как её частный самолет, на котором она прилетела из Калифорнии, приземлился в аэропорту Толука недалеко от столицы. По словам генерального прокурора Хесуса Мурильо Карама, она была арестована за предполагаемое систематическое хищение 2 миллиардов песо (156 816 000 долларов США или 119 242 600 евро) из Мексиканского национального профсоюза работников образования (SNTE).
Она также предположительно переводила крупные суммы денег на банковские счета в Швейцарии и Лихтенштейне на имя компании, 99% которой принадлежит матери Гордильо, в то время как остальные средства использовались для пластических операций или прочих личных расходов. Среди других сомнительных трат, по словам Мурильо Карама, были расходы на содержание и аренду ангара и самолета. Прокуроры утверждают, что она не смогла бы сделать столько покупок на свою зарплату — 31 398 песо или 2 459 долларов США в месяц. Хотя она утверждала, что заработала всего 1,1 миллиона песо (86 000 долларов США) в период с 2009 по 2012 год, но её расходы в десятки, если не сотню раз превышали эти показатели.
Ей были предъявлены обвинения в хищении и организованной преступности. Возглавить свою уголовную защиту Гордильо наняла известного адвоката по уголовным делам Марко Антонио дель Торо Карасо, который также защищал профсоюзного лидера Наполеона Гомеса Уррутию. 8 октября 2013 года Генеральная прокуратура получила ордер на арест Гордильо по ещё одному пункту, за налоговое мошенничество. 
8 августа 2018 года она была оправдана по обвинениям в отмывании денег и организованной преступности. Гордильо была освобождена после того, как судья Мигель Анхель Агилар Лопес из Первого единого уголовного суда в Мехико прекратил судебное разбирательство по причине невозможности доказать ответственность Гордильо за хищения. 